# Bandiera del ducato di Parma e Piacenza
La bandiera del Ducato di Parma e Piacenza, introdotta nel 1545 dal primo duca, Pier Luigi Farnese, riproduceva lo stemma della casata, con sei gigli azzurri in campo giallo. I gigli erano disposti su tre linee: tre nella prima, due nella seconda, uno nell'ultima, a formare un triangolo rovesciato.

## Storia
La bandiera farnesiana fu abolita nel 1731 quando, deceduto l'ultimo discendente della casata, Antonio Farnese, lo stemma parmense passò in eredità ai Borbone, attraverso il matrimonio di Elisabetta Farnese con Filippo V di Spagna. 
Dal 1731 al 1802 i vessilli del ducato furono quelli del Regno di Spagna e dal 1802 al 1815 quelli della Francia .

## Galleria delle bandiere

Bandiera di Stato del Ducato di Parma (1545-1731) (Farnese)
Biancazzurro dei Borbone di Parma (1731-1802)
Bandiera di Stato del Ducato di Parma, Piacenza e Guastalla (1815-1847) (Asburgo-Lorena)
Bandiera della marina mercantile (fluviale) del Ducato di Parma, Piacenza e Guastalla (1815-1847) (Asburgo-Lorena)
Bandiera di Stato del Ducato di Parma, Piacenza e Guastalla (1848-1849) (Borbone-Parma)
Bandiera di Stato del Ducato di Parma, Piacenza e Guastalla (1850-1851) (Borbone-Parma)
Bandiera di Stato del Ducato di Parma, Piacenza e Guastalla (1851-1859) (Borbone-Parma)
Bandiera della marina mercantile (fluviale) del Ducato di Parma, Piacenza e Guastalla (1851-1859) (Borbone-Parma)

## Galleria degli Stemmi del Ducato di Parma e Piacenza

Farnese (1547-1586)
Farnese (1586-1731)
Borbone-Parma (1748-1802)
Asburgo-Lorena (1814-1847)
Borbone-Parma (1847-1860)